# Эно (Финляндия)
Э́но (фин. Eno) — небольшой город в Финляндии, бывший самостоятельный муниципалитет области Северная Карелия (фин. Pohjois-Karjala), который в 2009 году вошёл в муниципалитет Йоэнсуу. Расстояние от центра Эно до Йоэнсуу составляет 36 километров.
Эно возник в результате объединения двух небольших населенных пунктов — собственно Эно и поселка Уймахарью (фин. Uimaharju). По данным
Центра народонаселения Финляндии (фин. Väestörekisterikeskus) на 2008 год общая численность населения Эно и Уймахарью составляла 6508
человек.
Регион Эно богат озерами и реками. Значительная часть поселка Эно располагается на берегах реки Пиелисйоки (фин. Pielisjoki) длина которой составляет 67 километров. Вплоть до 1990-х годов река использовалась для сплава леса. В 1924 году в Эно через реку был построен мост.

## История
Существует несколько версий происхождения названия Эно. По одной из версий на территории Эно когда-то проживали лапландские племена. Саамское слово ena означает «речной край».
Самые ранние археологические находки на территории Эно относятся к каменному веку, но первое документальное упоминание поселений на территории Эно приводится в новгородской «Писцовой книге Водской пятины» 1500 года. С середины XII века нынешняя территория Северной Карелии была частью Новгородской республики (1136—1478). В то время в общину Эно входили следующие деревни: Эно, Куусиярви (фин. Kuusijärvi), Лунтапохья (фин. Luhtapohja), Лёутёярви (фин. Löytöjärvi), Нестеринсаари (фин. Nesterinsaari) и Ревонкюля (фин. Revonkylä). Во
время Русско-шведской войны 1656—1658 многие деревни опустели, жители вернулись в свои дома только после окончания войны.
С 1651 по 1858 год Эно и близлежащие деревни входили в состав общины Иломантси (фин. Ilomantsi). Маленький церковный приход с часовней в Эно являлся частью прихода Иломантси. По указу императора Александра II Эно приобрел статус самостоятельной общины в 1856 году. В 1857 году произошло отделение от прихода Иломантси. Решением Сената в Эно была введена должность приходского священника. Первый орган местного самоуправления в Эно был сформирован указом губернатора в 1871 году.
Первые муниципальные выборы в Эно состоялись в 1918 году. Явка избирателей составила всего 5,6 %. В 1920 году избирательная активность выросла до 40 %. Тогда победила Социал-демократическая партия Финляндии с 65 % голосов. 
Первое здание городского муниципалитета было открыто в 1899 годах. Современное здание, в котором располагались пожарная часть и городской муниципалитет, было построено в 1955 году.

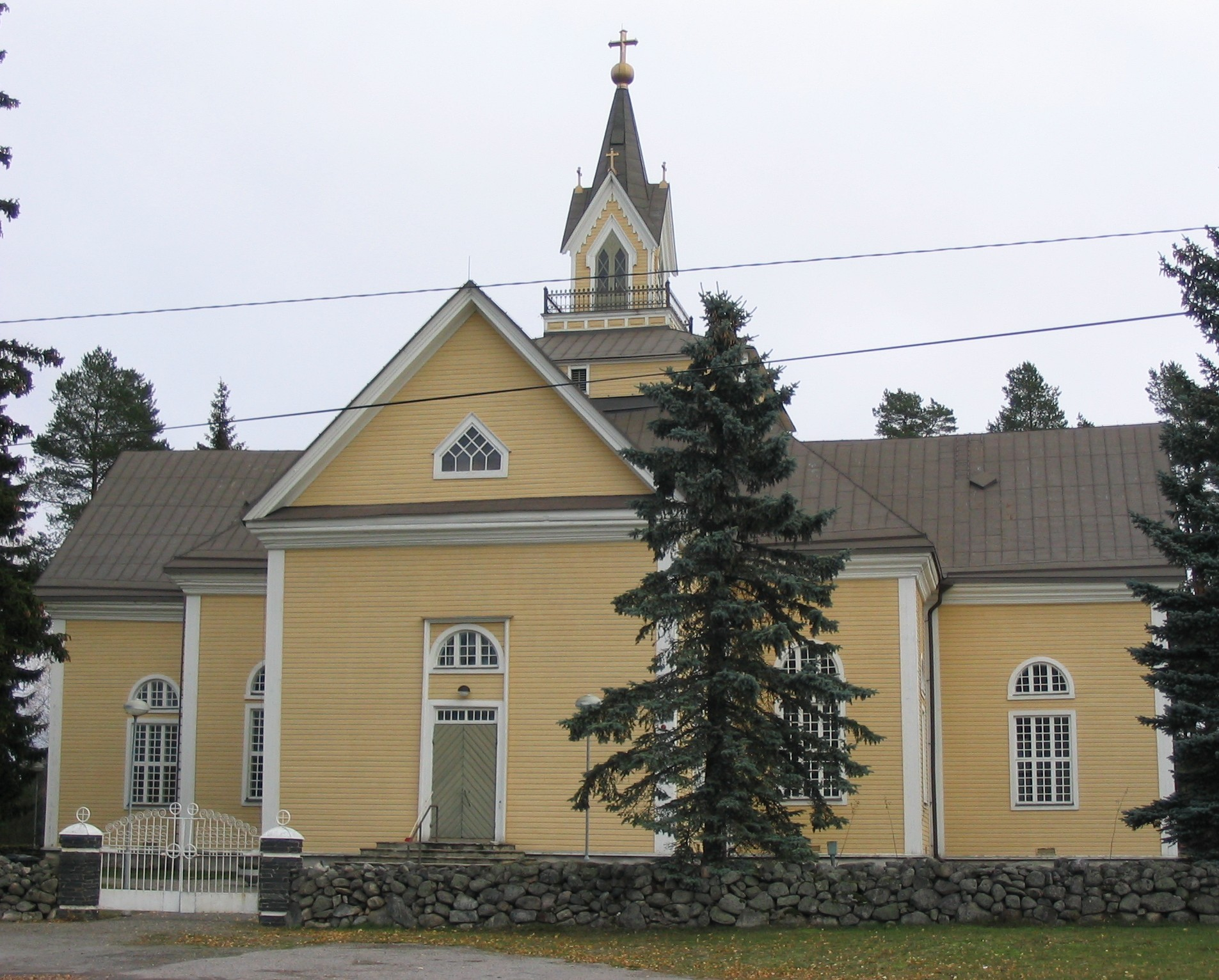
Лютеранская церковь Эно

## Экономика
На протяжении веков основными занятиями жителей Эно была рыбалка, охота и сплав леса по порожистой реке Пиелисйоки. Поначалу каждая лесная фирма имела свои маршруты для сплава, но в 1873 году вышло положение о сплаве лесной продукции, закрепленное окончательным сводом правил в 1880 году. Объемы сплавляемого леса постоянно увеличивались, также открылась для сплава река Койтайоки (фин. Koitajoki). В 1897 году в Калтимо (фин. Kaltimo) была открыта картонная фабрика. Она просуществовала до 1952 года, вплоть до принятия решения о её сносе и строительстве в Калтимо гидроэлектростанции. Сегодня промышленность региона сосредоточена в Уймахарью, где расположены целлюлозный завод «Стора Энсо» (фин. Stora Enso) и лесопилка. В 2004 году на этих предприятиях было занято 2182 работника.

## Спорт
В 1975 году в Эно был основан хоккейный клуб «Эно Джетс» (фин. Eno jets (недоступная ссылка — история).). Тренировки команды проходят на ледовом стадионе, построенном в 1995 году совместными усилиями жителей и предприятий муниципалитета.

## Достопримечательности
- Евангелическо-лютеранская церковь в Эно была построена в 1818 году по проекту финского архитектора Антона Вильгельма Арппе (фин. Anton Wilhelm Arppe). Самая высокая башня церкви была надстроена в 1903 году. Современный вид здание приобрело после ремонта в 1992-м, тогда же в нем было проведено электрическое отопление.

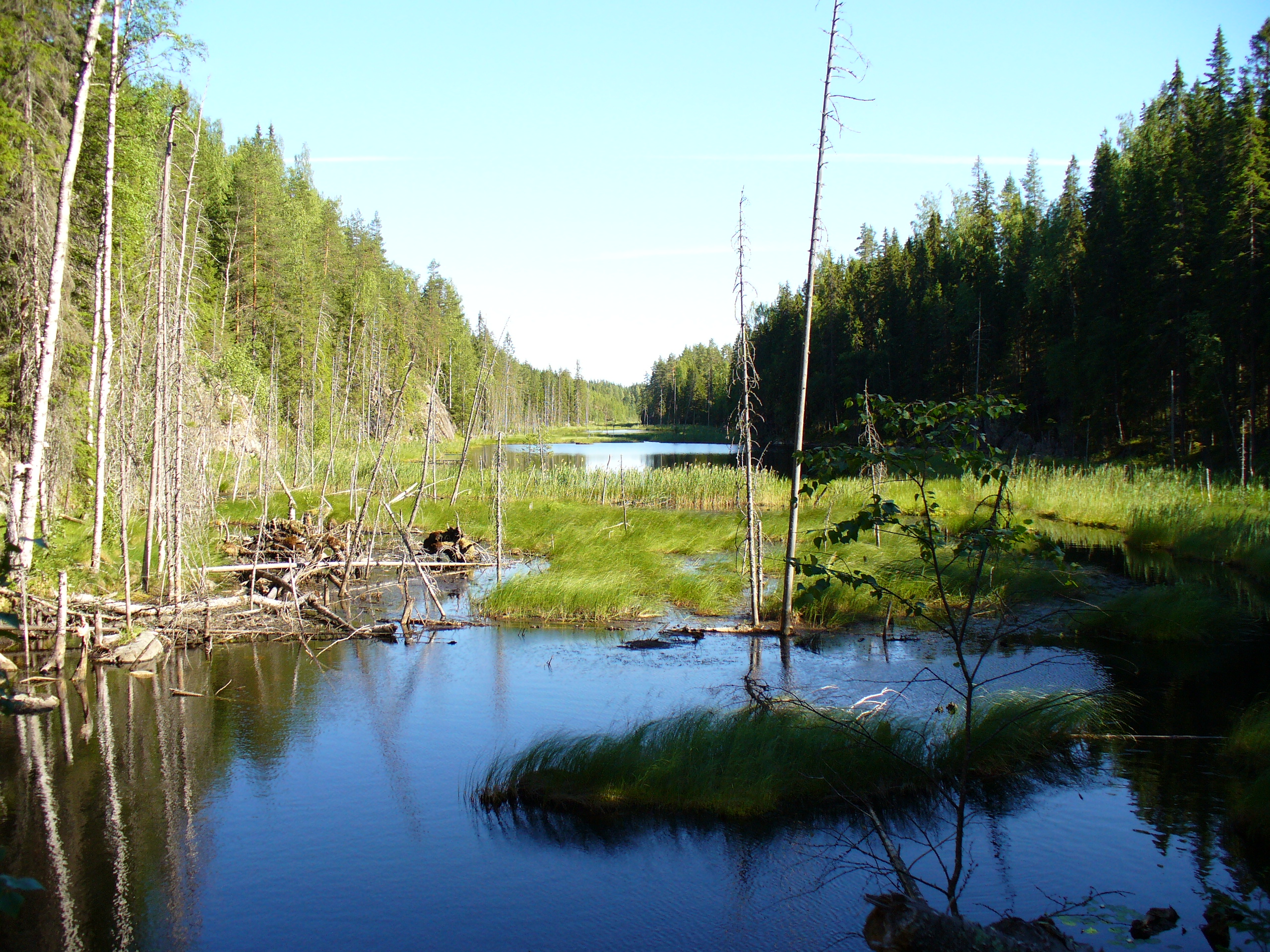
Вид из «врат ада»

- Тайный склад оружия (фин. Törnin-Männistön asekätkö) был сделан капитаном Лаури Тёрни (фин. Lauri Törni) и сержантом Арво Мяянистё (фин. Arvo Määnstö) в октябре 1944 года в деревне Ахвенинен (фин. Ahveninen), чтобы при необходимости противостоять новой военной агрессии со стороны Советского Союза. Мемориальную доску, указывающую на тайник, можно увидеть на камне у дороги Келвантие, отходящей от дороги № 73 (фин. Kelvantie, kantatie 73:n oikotie). В 1991 году Арво Мяянистё открыл местонахождение склада властям, после чего оружие было передано в музей. В тайнике было найдено личное ружье президента Мауно Койвисто. На территории Северной Карелии было обнаружено сорок шесть подобных тайников оружия[10].
- Краеведческий музей Эно (фин. Enon kotiseutumuseo (недоступная ссылка — история).) расположен в здании бывшего зернохранилища, построенного в 1853 году. В музее представлены предметы обихода, характеризующие крестьянский быт. Музей открыт летом.
- В Красном Доме (фин. Ahvenisen Punainen talo), расположенном в деревне Ахвенинен (фин. Ahveninen[фин.]), летом действует выставка-продажа народных промыслов и предметов ручной работы. Ежегодно Красный Дом посещают порядка 8000 человек. На территории работает кафе, где можно попробовать свежую домашнюю выпечку.
- Врата ада (фин. Helvetinportti) — природная достопримечательность района Эно в 15 км от центра, представляющая собой обрывистую скалу, с которой открывается красивый вид на небольшое озеро.